# Rhizophagus oblongicollis
Rhizophagus oblongicollis es una especie de coleóptero de la familia Monotomidae.

## Distribución geográfica
Habita en Francia y Gran Bretaña.